# Neslia paniculata
Neslia es un género monotípico de plantas con flores de la familia Brassicaceae. Su única especie: Neslia paniculata, es originaria de Europa y África nororiental.

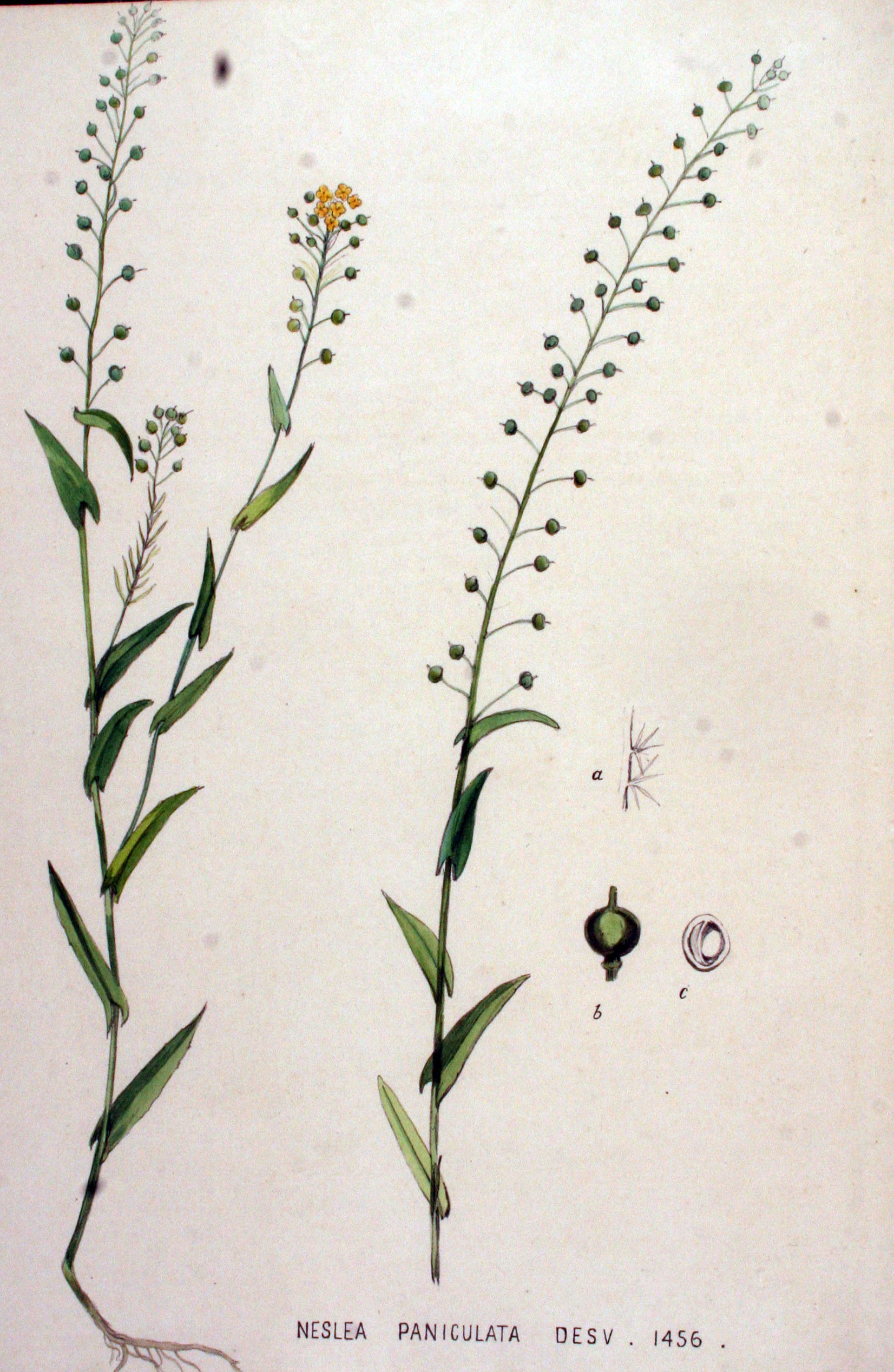
Ilustración de Flora Batava

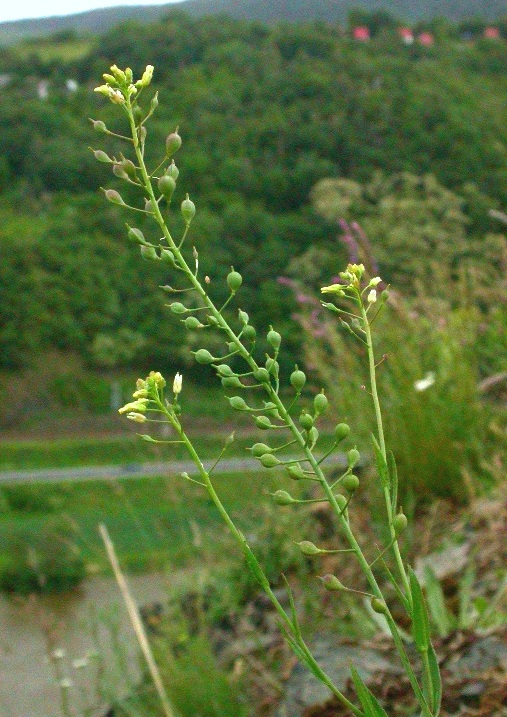
Inflorescencia

## Descripción
La Samarilla (Neslia paniculata) es una especie  pubescente, anual de hasta 60 cm, de hojas oblongas a lanceoladas, a veces dentadas, las inferiores pecioladas, las superiores abrazadoras. Flores amarilla, de 3-4 mm de diámetro, en inflorescencias ramosas, que se alargan con el fruto. vaina redondeada, a menudo algo aplanada, arrugada, con estilo inconfundible. Florece en primavera y verano. 

## Hábitat
Planta ruderal, nitrófila que habita en lugares baldíos.

## Distribución
En gran parte de Europa y África nororiental.

## Taxonomía
Neslia paniculata fue descrita por (L.) Desv. y publicado en Journal de Botanique, Appliquée à l'Agriculture, à la Pharmacie, à la Médecine et aux Arts 3(4): 162. 1814[1815].
Variedad aceptada
- Neslia paniculata subsp. thracica (Velen.) Bornm.

Sinonimia
- Alyssum paniculatum (L.) Willd.
- Bunias paniculata (L.) L'Hér. ex DC.
- Chamaelinum paniculatum (L.) Host
- Cochlearia sagittata Crantz
- Crambe paniculata (L.) All.
- Crucifera neslia E.H.L.Krause
- Kernera sagittata Miégev.
- Myagrum paniculatum L.
- Nasturtium paniculatum (L.) Crantz
- Rapistrum paniculatum (L.) Gaertn.
- Vogelia paniculala (L.) Hornem.
- Vogelia sagittata Medik.[2]

## Nombres comunes
- Castellano: géniva, mostaza, piquillos de corro (3), tamarillas.(el número entre paréntesis indica las especies que tienen el mismo nombre en España)[3]